# Attentat du 28 avril 2011 à Marrakech
Pour les articles homonymes, voir Attentat de Marrakech.
L'attentat du 28 avril 2011 à Marrakech, connu aussi sous le nom d'attentat d'Argana, est un attentat à la bombe actionnée à distance, perpétré le 28 avril 2011 dans le café Argana situé sur la place Jemaa el-Fna dans la ville de Marrakech au Maroc, et ayant fait 17 morts et 20 blessés de nationalités différentes.

## L'attentat
Début mai, AQMI publie un communiqué dans lequel il affirme ne pas être impliqué dans l'attentat : 

« Nous démentons toute relation avec cette explosion et affirmons n'être aucunement impliqués dans cette opération. Nous affirmons que, en dépit du fait que parmi nos priorités (…) figurent des frappes contre les juifs et les croisés, ainsi que contre leurs intérêts, nous nous employons cependant à choisir le moment et le lieu qui ne seraient pas en contradiction avec les intérêts de la Nation et son action vers l'objectif de sa libération. »

La semaine suivante, le ministère marocain de l'Intérieur annonce l'arrestation de plusieurs suspects liés à l'organisation Al-Qaïda. Le 28 octobre 2011, le principal accusé est condamné à mort et son principal complice à la prison à perpétuité. Parmi les sept autres accusés jugés ce jour-là, quatre sont condamnés à quatre ans de prison et trois condamnés à deux ans.
Le Maroc n'avait pas connu un tel attentat meurtrier depuis mai 2003 lorsque des attentats à Casablanca avaient fait 41 morts.

## Bilan
| Nationalité | Morts |
| ----------- | ----- |
| France      | 8     |
| Maroc       | 2     |
| Suisse      | 2     |
| Canada      | 2     |
| Portugal    | 1     |
| Pays-Bas    | 1     |
| Royaume-Uni | 1     |
| Total       | 17    |

Stèle commémorative dans le jardin à proximité de la place Djemaa-el-Fna
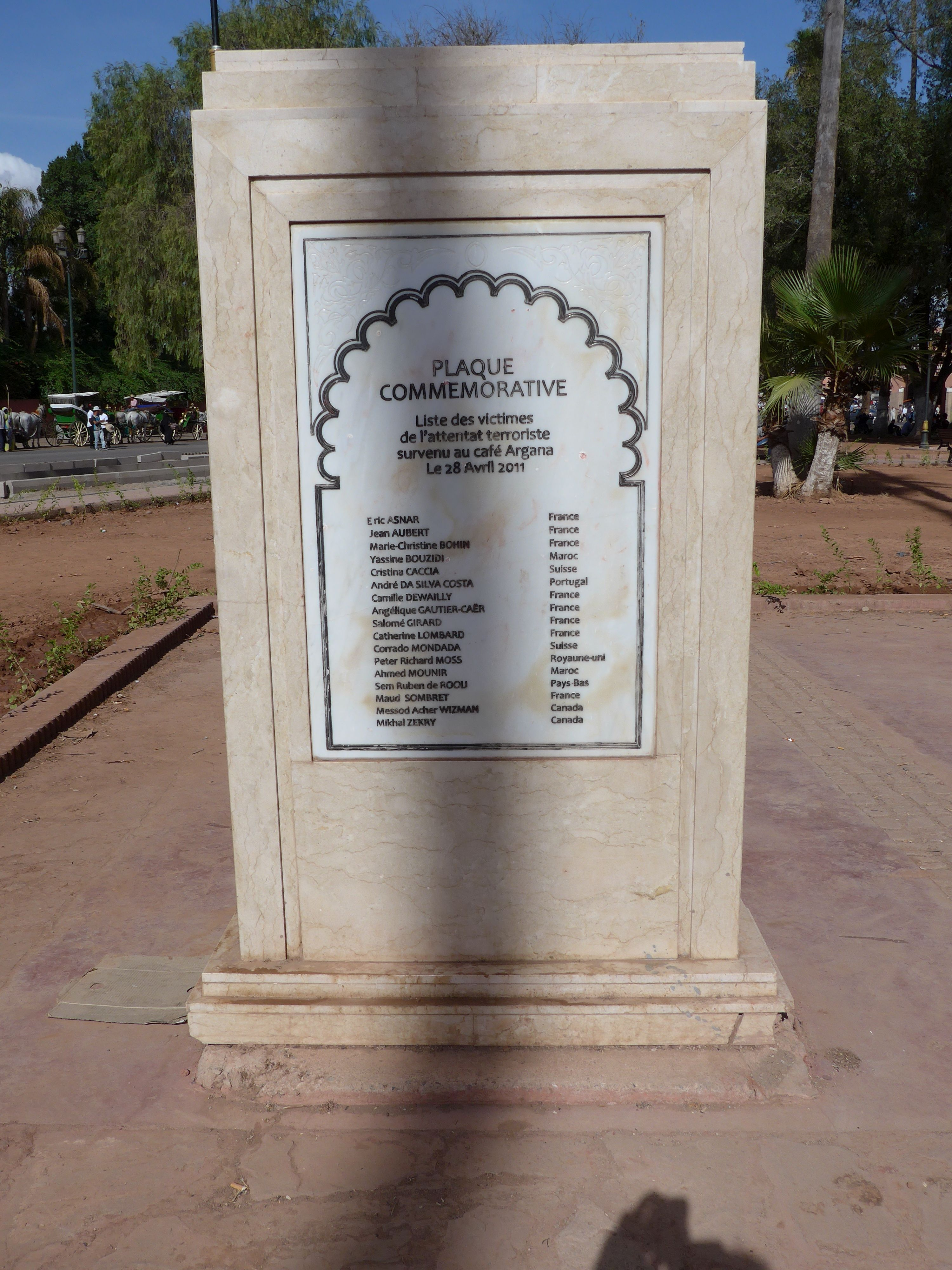
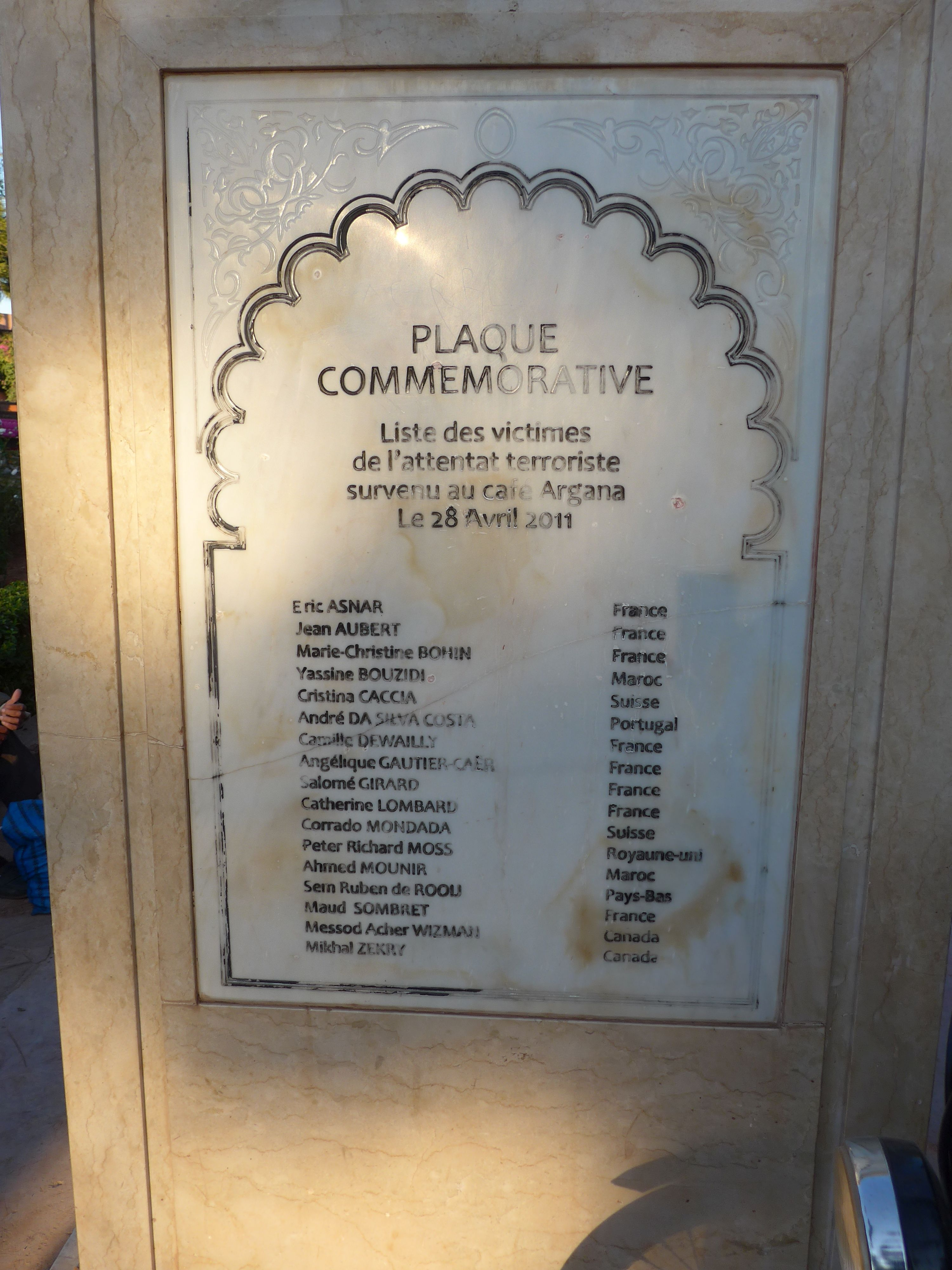
Texte en français.
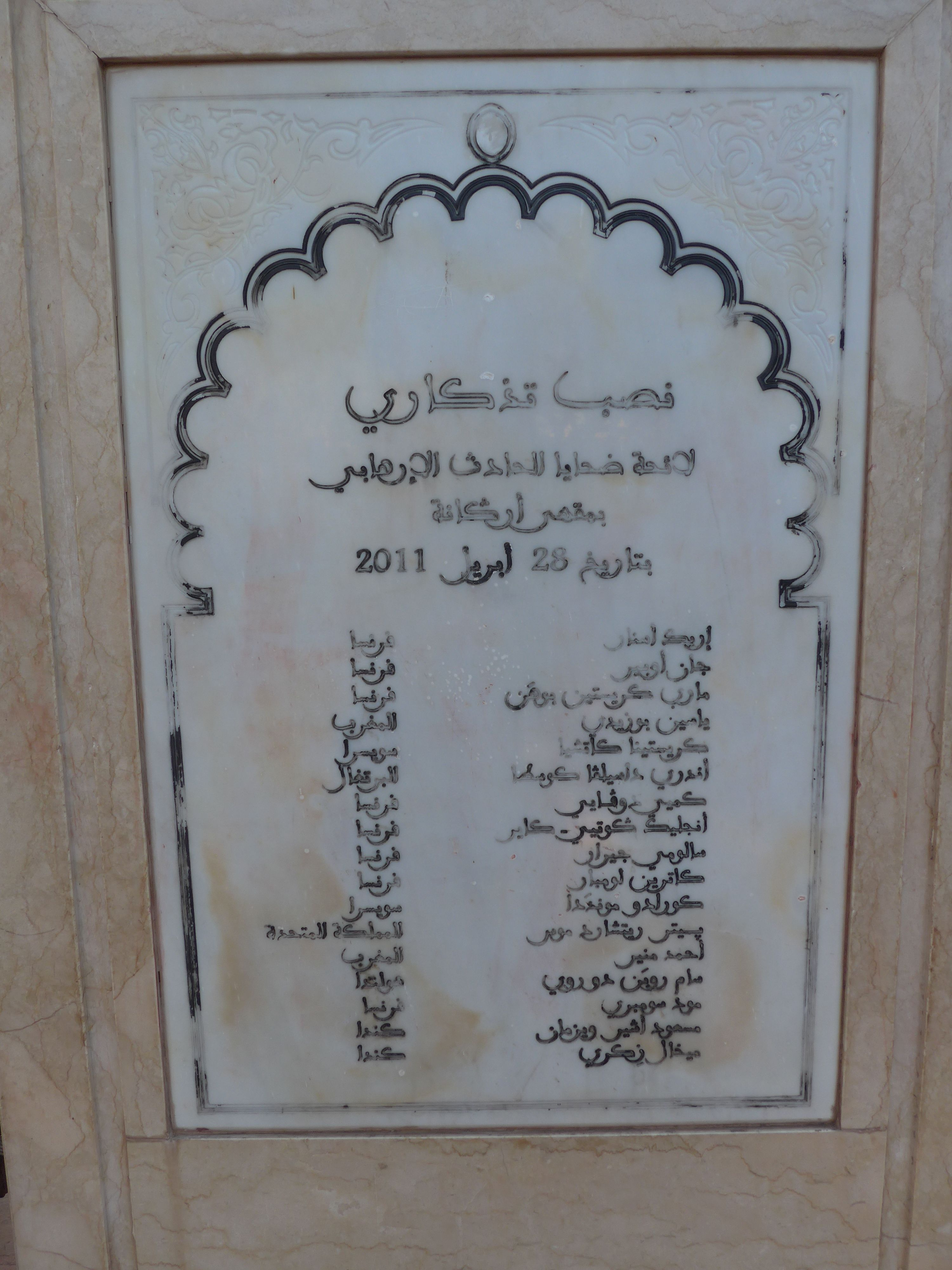
Texte en arabe.

## Réactions internationales

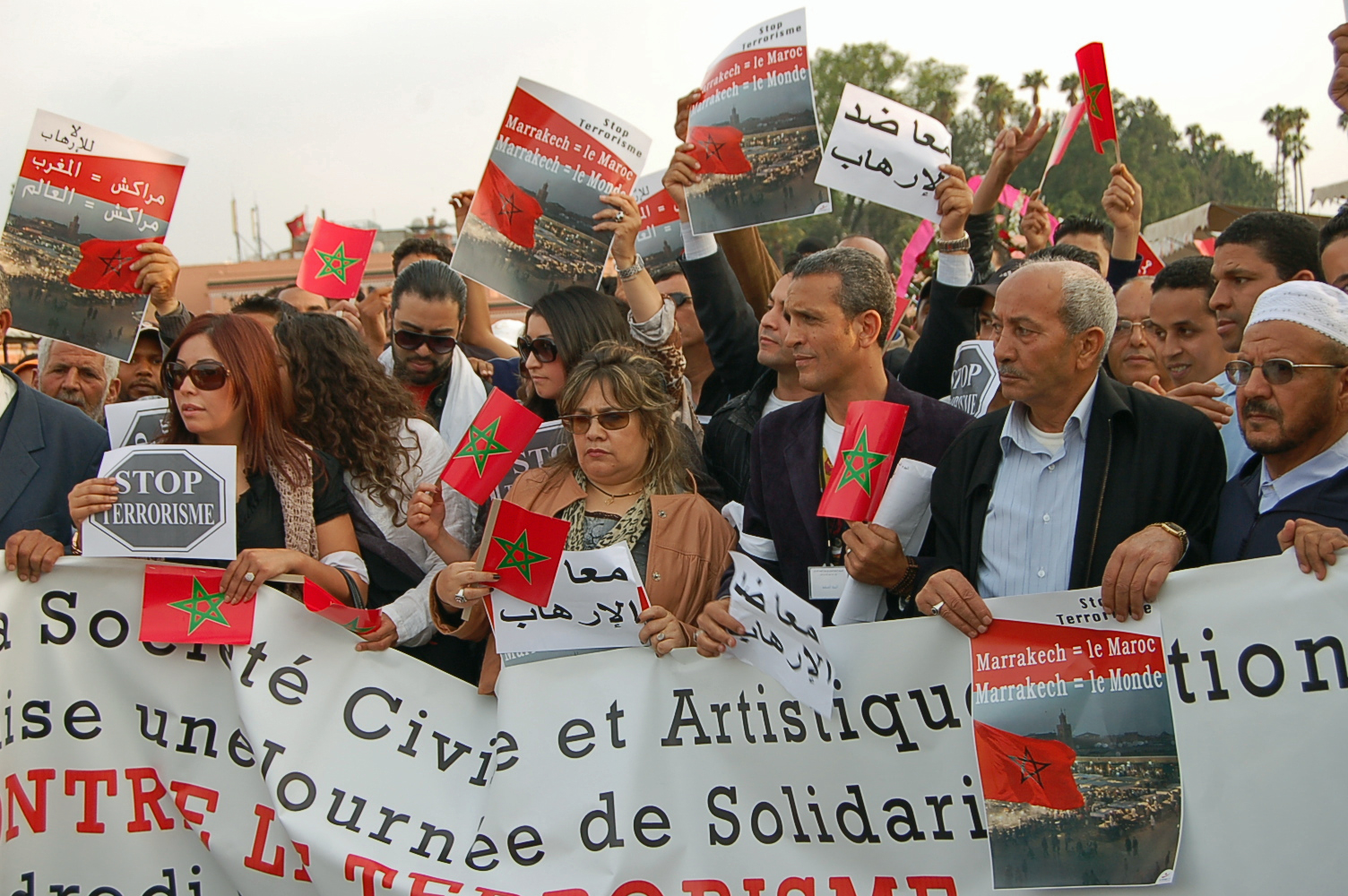
Manifestation contre le terrorisme le 7 mai 2011 à Marrakech.

- Algérie : l'Algérie a condamné avec « la plus grande fermeté le lâche attentat » terroriste qui a visé le café Argana à Marrakech, dans une déclaration du porte-parole du ministère algérien des Affaires étrangères. « Un acte aussi abject ne peut que susciter une condamnation sans appel », a-t-il ajouté[4].
- États-Unis : la Secrétaire d'État Hillary Clinton a condamné « avec les termes les plus forts » l'attentat terroriste qui a tué et blessé des personnes innocentes. Elle a exprimé sa sympathie envers les victimes de cette "attaque lâche" en indiquant que les actes terroristes ne peuvent être tolérés où qu'ils soient perpétrés[5].
- France : le président français Nicolas Sarkozy a condamné cet acte qu'il a qualifié « d'odieux, cruel et lâche » qui a fait de très nombreuses victimes parmi lesquelles des Français[6]. Le ministre français de l'Intérieur, Claude Guéant, a estimé que « rien ne permet d'affirmer » que la France était visée par cet attentat. « Cela étant, c'est vrai que ce café est un haut lieu touristique et, vu l'engouement des Français pour Marrakech, il y avait une forte probabilité que des Français soient touchés », a-t-il ajouté[7].

- Italie : l'Italie a condamné de « la manière la plus ferme » l'explosion criminelle, survenue jeudi à Marrakech, et exprimé sa solidarité avec le Maroc à la suite de « cet acte atroce de violence »[8].

- ONU : le Conseil de sécurité a condamné « dans les termes les plus vifs » l'attentat terroriste et a réaffirmé que « le terrorisme sous toutes ses formes et manifestations constitue l'une des plus graves menaces contre la paix et la sécurité internationales »[9]. Le secrétaire général, Ban Ki-moon, s'est déclaré pour sa part « horrifié » par l'attentat[10].

- L'organisation non gouvernementale Human Rights Watch (HRW) a qualifié l'attentat « d'agression odieuse contre la population et une violation des droits humains les plus fondamentaux ». « Cet attentat à la bombe dans un café de Marrakech est une atteinte inexcusable au droit à la vie », a déclaré Sarah Leah Whitson, directrice de la division Moyen-Orient et Afrique du Nord à Human Rights Watch. « Il ne peut jamais y avoir la moindre justification pour des agressions aussi abjectes ». HRW a par ailleurs appelé les autorités marocaines à ne pas commettre « d'abus graves » sur les éventuels suspects et à ne pas « bloquer » les réformes démocratiques engagées récemment. Human Rights Watch rappelle avoir dénoncé par le passé « de nombreuses violations des droits humains des suspects de terrorisme au Maroc ». L'ONG cite le cas de la répression qui s'est abattue sur des groupes islamistes après les attentats de Casablanca en 2003[11].